# Maladzietxna

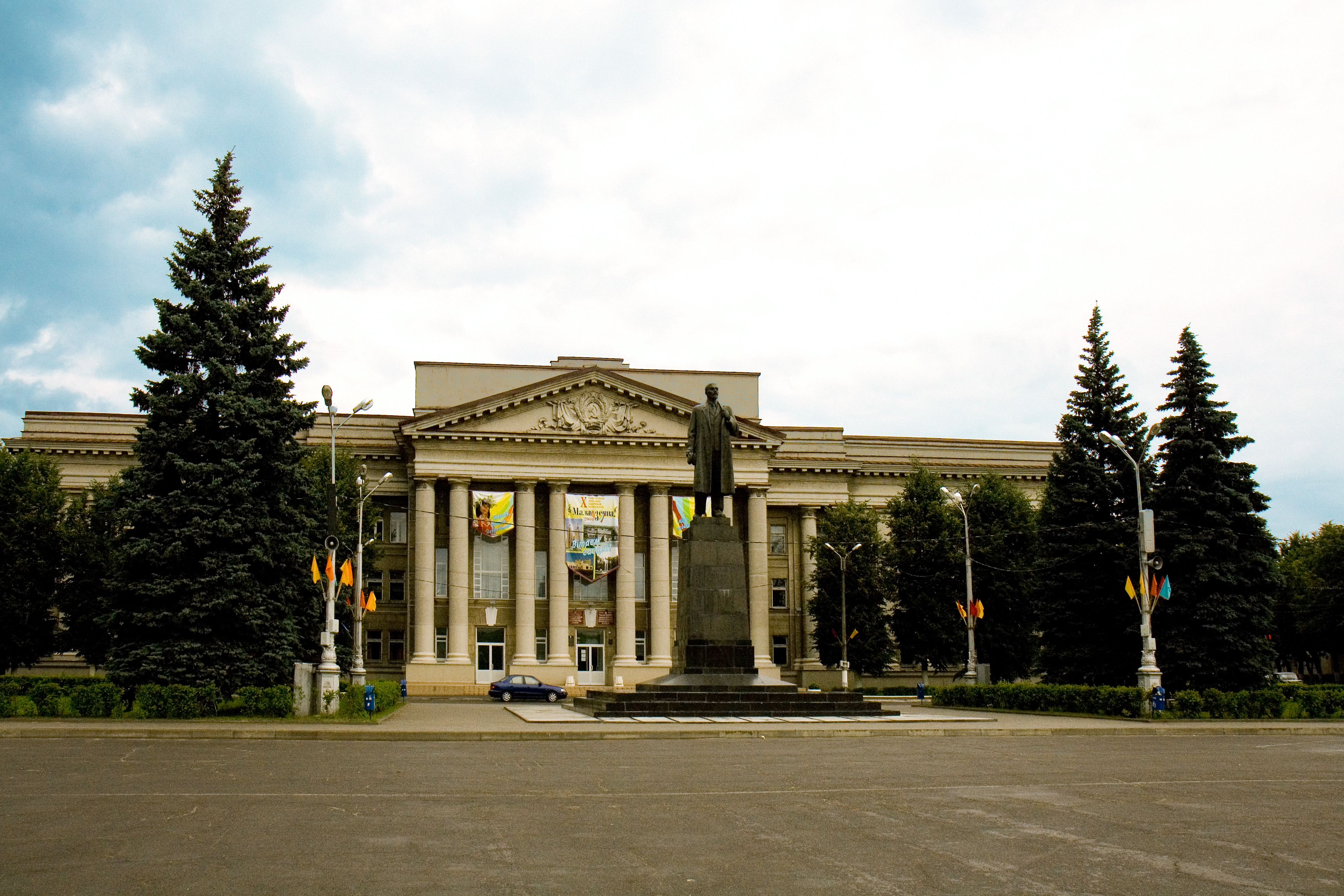
Maladzietxna

Maladzietxna (belarús Маладзе́чна, transcrit al català: Maladzietxna; rus Молоде́чно, transcrit al català: Molodietxno; polonès Mołodeczno; transcrit a l'anglès: Maladzyechna), és una ciutat de la vóblasts o Província de Minsk a Belarús, i centre administratiu del districte de Maladzietxna (Raion de Maladzietxna). Té 98.514 habitants (2006) i es troba a 72 km al nord-oest de Minsk, a 54° 19′ N, 26° 51′ E / 54.317°N,26.850°E als marges del Riu Uixa. Està habitat des del 1388, quan formà part del Gran Ducat de Lituània.